# دار الصلول (إب)

تعديل مصدري - تعديل

دار الصلول محلة تابعة لقرية الفاش، التابعة لعزلة شعب يافع بمديرية إب إحدى مديريات محافظة إب في الجمهورية اليمنية.، بلغ تعداد سكانها 21 حسب تعداد اليمن لعام 2004.